# Дзингэй (корвет)
Дзингэй (яп. 迅鯨 «Быстрый кит») — двухмачтовый деревянный колёсный пароход Императорского флота Японии. Построен во второй половине XIX века во Французском проекте для службы в качестве императорской яхты, впоследствии использовался как учебное судно.

## История
Проект судна разработал французский инженер Леонс Верни, работавший в Японии в качестве советника правительства Мэйдзи и главного администратора Йокосукского военно-морского арсенала. «Дзингэй» стал первым кораблём, заложенным на этой верфи — киль был заложен 26 сентября 1873 года. Из-за нехватки местных специалистов и необходимости создания инфраструктуры строительство продвигалось медленно, и завершилось только через 7 лет и 10 месяцев. Корабль был спущен на воду 4 сентября 1876 года (уже после отъезда Верни из Японии) и введён в строй 5 августа 1881 года. Первым командиром стал капитан 3-го ранга Цубои Кодзо, старшим помощником служил будущий адмирал Того Хэйхатиро
Первоначально «Дзингэй» предполагалось использовать как океанскую императорскую яхту; внутренняя отделка была выполнена с большой роскошью. Однако Император Мэйдзи редко пользовался судном.
15 апреля 1882 года в проливе Кии «Дзингэй» столкнулся с американским гидрографическим судном Alert|AS-4|6, следовавшим из Кобе в Йокогаму. Несмотря на ясную погоду и видимость ходовых огней друг друга более часа, японское судно внезапно повернуло вправо на пересекающий курс, пробив значительную пробоину в борту американского корабля. «Дзингэй» получил лишь незначительные повреждения, тогда как Alert ремонтировался два месяца.
С 29 января 1886 года «Дзингэй» использовался как учебное миноносное судно, с 1 апреля 1896 года был переклассифицирован во вспомогательное, однако продолжал применяться для обучения и разработки морских мин. 2 декабря 1903 года корабль был исключён из списков флота, а 25 января 1909 года продан на слом.

## Командиры
- Цубои Кодзо (капитан 3-го ранга): 21 февраля 1879 — 19 августа XXXX года
- Мори Матаситиро (капитан 1-го ранга): 13 мая 1890 — 17 июня 1891
- Мороока Ёриюки (капитан 1-го ранга): 14 декабря 1891 — 7 ноября 1892
- Мори Матаситиро (капитан 1-го ранга): 7 ноября 1892 — 2 декабря 1893